# الکساندرا، بخش سرویدا ویلکاپولسکا
الکساندرا، بخش سرویدا ویلکاپولسکا (به لاتین: Aleksandrów, Środa Wielkopolska County) یک منطقهٔ مسکونی در لهستان است که در Gmina Nowe Miasto nad Wartą واقع شده‌است.